# Nikołaj Gonczarow (1919–1945)
Nikołaj Andriejewicz Gonczarow (ros. Николай Андреевич Гончаров, ur. w kwietniu 1919 we Władykaukazie, zm. 13 lutego 1945 w okolicach Nowej Soli) – radziecki wojskowy, starszy porucznik, uhonorowany pośmiertnie tytułem Bohatera Związku Radzieckiego (1945).

## Życiorys
Urodził się w rodzinie robotniczej. Skończył 7 klas, w 1939 został powołany do Armii Czerwonej, w 1941 ukończył szkołę piechoty w mieście Ordżonikidze (ówczesna nazwa Władykaukazu), później został wykładowcą tej szkoły ewakuowanej do Lagodechi w Gruzji. W 1943 ukończył kursy doskonalenia kadry dowódczej, od maja 1943 uczestniczył w wojnie z Niemcami, walczył na Froncie Centralnym i 1 Ukraińskim, od marca 1944 w składzie 58 Dywizji Piechoty w 170, później w 270 pułku piechoty. Był dowódcą kompanii karabinów maszynowych w 3 Gwardyjskiej Armii w stopniu starszego porucznika, w 1944 wyróżnił się w walkach na terytorium zachodniej Ukrainy (m.in. Wołynia) i wschodniej Polski, w tym na przyczółku sandomierskim na Wiśle. Od 12 stycznia do 3 lutego 1945 brał udział w operacji sandomiersko-śląskiej, 14 stycznia 1945 w walkach o wieś Ociesęki w powiecie kieleckim przyczynił się do odparcia dwóch niemieckich kontrataków. W nocy na 21 stycznia 1945 w walce o miasteczko Białaczów dowodzona przez niego kompania wdarła się do centrum miasteczka i odparła 5 niemieckich kontrataków, ubezpieczając działania pułku. Od 8 lutego 1945 brał udział w operacji dolnośląskiej. 13 lutego w walkach o wieś Milkau (obecnie w powiecie nowosolskim) wraz z kompanią odpierał kontrataki Niemców, zadając wrogowi duże straty i niszcząc ponad kompanię żołnierzy i oficerów. Zginął w tej walce. Jego imieniem nazwano ulicę we Władykaukazie.

## Odznaczenia
- Złota Gwiazda Bohatera Związku Radzieckiego (pośmiertnie, 27 czerwca 1945)
- Order Lenina (pośmiertnie, 27 czerwca 1945)
- Order Wojny Ojczyźnianej II klasy (15 lutego 1945)
- Order Czerwonej Gwiazdy (17 listopada 1944)

I medal.